# Великомихайловский район (Белгородская область)
Великомихайловский район — административно-территориальная единица в составе Центрально-Чернозёмной, Курской и Белгородской областей, существовавшая в 1928—1963 годах. Центр — село Великомихайловка.
Великомихайловский район был образован в 1928 году в составе Острогожского округа Центрально-Чернозёмной области. 16 сентября 1929 года район был передан в Старооскольский округ. 23 июля 1930 года окружная система в СССР была упразднена и Великомихайловский район перешёл в прямое подчинение Центрально-Чернозёмной области.
По данным 1934 года имел статус украинского национального района.
13 июня 1934 года Великомихайловский район был отнесён к Курской области.
По данным переписи населения 1939 года: русские — 63 % или 20 531 чел., украинцы — 36,7 % или 11 962 чел.
По состоянию на 1945 года район делился на 22 сельсовета: Анновский, Барсуковский, Богдановский, Богородский, Бубновский, Василь-Дольский, Велико-Михайловский, Жигайловский, Заломенский, Киселевский, Кобыль-Ярский, Кузькинский, Лозновский, Мало-Городищенский, Можайский, Остаповский, Подвисленский, Покрово-Михайловский, Сидоровский, Солонец-Полянский, Тростенецкий и Хмелевской.
6 января 1954 года Великомихайловский район отошёл к Белгородской области.
1 февраля 1963 года Великомихайловский район был упразднён.